# Бехтерево (Татарстан)
Бе́хтерево (до 1929 года — Сарали) — село в Елабужском районе Республики Татарстан.
Административный центр Бехтеревского сельского поселения.

## География
Расположено на правом берегу р. Каринка у восточной границы промзоны «Алабуга», в 8 км к С-В от г. Елабуга, в 14 км к Ю-З от г. Менделеевск, в 20 км к С-В от г. Набережные Челны.
В 1,7 км к югу от села проходит автодорога М-7 (Волга) «Москва — Казань — Уфа» (имеется подъездная дорога от неё). В 1 км к С-З от села проходит ж.-д. ветка к промзоне от ст. Тихоново.

## История
Первое упоминание о селе приходится на начало XVI века. Прежнее название Сарали (Сарайлы) относится к древнему тюркскому пласту, к тому времени, когда на территории села проживало татарское население, в то время названия поселений в основном были связаны с именами их основателей.
Постановлением ВЦИК от 27 мая 1929 года село Саралей переименовано в Бехтерево, в честь русского учёного, уроженца этого села В. М. Бехтерева .

### Саралинский медеплавильный завод
Завод был основан в 1689 году подьячим Калугиным на реке Сарали у села Сарали в 8—10 верстах к северу от города Елабуга. В 1698 году завод был взят в казну в связи с неудовлетворительной работой. В 1698 году управляющим был назначен полковник Лаврентий Нейтхарт. Иностранный специалист доложил о месторождении медной руды, основал медный рудник и заложил на безымянном ключе завод. В 1698—1705 годах на заводе работали вольнонаёмные пешие и конные люди по 100—200 человек ежегодно. В 1706 году к заводу были приписаны русские ясачные крестьяне Казанского и Уржумского уезда: пешие по 200—250 человек, с поводами по 70-84 человек ежегодно. С 1710 года работали шведские военнопленные по 300—400 человек в год.
С 1714 года завод был отдан на откуп частным лицам — подьячему Василию Калугину и плавильщику Филиппу Емельянову. В 1721—1724 годах заводом руководил уполномоченный Берг-коллегии Александр Аристов.
В 1724 году завод вновь был передан частному лицу казанскому чиновнику Ивану Евсеевичу Небогатову. За 1727 год было выплавлено 120 пудов меди, в 1728 году — 140, в 1730 году — 107 пудов. В 1730 году завод был закрыт из-за маловодья. 2 сентября 1731 года оборудование Сарилинского завода было разделено между компаньонами. В 1734 году (после прорыва плотины в 1732 году) на заводе оставался медеплавильный амбар с 1 печью и 1 гармахерским горном. Окончательно завод прекратил свою деятельность в 1735 году.

## Население
1989 г. — 497 человек.
1997 г. — 670 человек.
2013 г. — 663 человека.

## Инфраструктура
В селе имеется одна полная общеобразовательная школа, детский сад, фельдшерско-акушерский пункт (ФАП), сельский дом культуры, три продуктовых магазина.
В село ходит автобус 104 из Елабуги (маршрут обслуживается ИП Худан Л. И.).

## Религия
Петропавловская церковь 1800—1810 гг. Храм построен на средства владельца Каринского медеплавильного завода купца Семёна Красильникова, проживавшего в селе Сарали.